# Dagobert Dürr
Dagobert Ernst Dürr  (Pseudonym: Dax; * 26. September 1897 in Schwerin; † 10. November 1947 im Speziallager Nr. 7 bei Overhavel, Brandenburg) war ein deutscher Journalist und politischer Funktionär (NSDAP). Dürr amtierte u. a. als Pressechef der Stadt Berlin und als Beamter im Reichsministerium für Volksaufklärung und Propaganda.

## Leben und Tätigkeit

### Frühes Leben
Dürr war der sechste Sohn des damaligen Majors und späteren Obersten Wilhelm Alfred Dürr (1856–1931) und dessen Ehefrau Johanna Clara Dürr, geborene Kuhn. Er wuchs in Stuttgart auf, wo er das Gymnasium Stuttgart-Cannstatt besuchte, das er 1916 mit dem Kriegsabitur verließ. Er nahm anschließend von 1916 bis 1918 mit dem Feldartillerie-Regiment 281 der württembergischen Armee am Ersten Weltkrieg teil, während dem er an der Westfront eingesetzt wurde.
Von 1919 bis 1923 studierte Dürr Naturwissenschaften, insbesondere Meteorologie, in Tübingen, Berlin und München. Dürr unterbrach sein Studium im April 1919, um sich als Angehöriger des sogenannten Tübinger Studenten-Bataillons an der von rechtsgerichteten Freikorps vollzogenen gewaltsamen Zerschlagung der zu jenem Zeitpunkt errichteten Münchner Räterepublik zu beteiligen. Im März und April 1920 schloss er sich wiederum einem Freikorps an, diesmal zur Bekämpfung des Ruhraufstands.

### Tätigkeit in der NSDAP bis 1933
1922 trat Dürr in die frühe NSDAP sowie in die Münchener SA ein. Er wurde 1923 der 11. Kompanie der Münchener SA zugeteilt und nahm in diesem Rahmen im November 1923 am erfolglosen Hitler-Putsch teil.
Von 1924 bis 1926 arbeitete Dürr als Meteorologe beim Flughafen Königsberg. Nach dem reichsweiten Verbot der NSDAP am 23. November 1923 betätigte er sich ersatzweise in der rechtsradikalen Organisation Wehrwolf, zeitweise als Bezirksführer in Königsberg.
Zum 10. September 1925 trat Dürr der neugegründete NSDAP bei (Mitgliedsnummer 18.273). In dieser übernahm er bald Funktionärsaufgaben: Zunächst führte er die (sehr kleine) SA in Königsberg, bevor er um 1926 Gaupropagandaleiter und stellvertretender Gauleiter im Gau Ostpreußen wurde.
Nachdem Joseph Goebbels, damals Gauleiter der NSDAP in Berlin, Dürr am 1. Februar 1926 als seinen Geschäftsführer berufen hatte, siedelte Dürr von Königsberg in die Reichshauptstadt über. Als Goebbels im Juli 1927 die Tageszeitung Der Angriff als Parteiblatt der NSDAP für den Gau Berlin gründete, kommandierte er, da er keine professionellen Journalisten zur Verfügung hatte, Dürr kurzerhand vom Posten des Geschäftsführers des Apparates der NSDAP in Berlin in die Redaktion der neuen Zeitung ab, obschon dieser keine nennenswerte journalistische Vorbildung und Erfahrung besaß (Ralf Georg Reuth hat ihn in diesem Kontext als „ein Mann, der dem Journalismus völlig fremd gegenüberstand“ beschrieben). Zusammen mit Julius Lippert, dem Karikaturisten Hans Herbert Schweitzer und Goebbels selbst bildete Dürr in der Anfangsphase der Zeitung den Kern der Angriff-Redaktion. Goebbels war Dürr während der folgenden Jahre, ausweislich seiner später veröffentlichten Tagebücher, sehr zugetan. In diesen beschrieb er Dürr beispielsweise im Jahr 1928 einmal als „ein prächtiger Mensch“ und erklärte „Ich hab ihn sehr gern“.
Während der ersten Jahre des Erscheinens des – scharf agitatorisch und provokatorisch ausgerichteten – Angriffs steuerte Dürr zu der Zeitung eine regelmäßige Kolumne mit der Überschrift „Vorsicht Gummiknüppel!“ bei, deren Zweck darin bestand, die Berliner Polizei als einem der Hauptwidersacher der Nationalsozialisten in der Hauptstadt verbal anzugreifen. Eine Hauptzielscheibe von Dürrs publizistischen Attacken gegen die Exponenten der Staatsgewalt in Berlin war ab 1927 der langjährige Vizepräsident der Berliner Polizei, Bernhard Weiß, der den Nationalsozialisten in Berlin aufgrund seiner jüdischen Abstammung besonders verhasst war. Auf Weisung von Goebbels verunglimpfte Dürr Weiß in den Jahren 1927 bis 1931 in einer großen Anzahl von Artikeln. Nach Dürrs und Goebbels’ beständigen Angriffen auf den so genannten „Isidor“ Weiß wurde Strafanzeige gestellt: Am 28. April 1928 mussten sich Goebbels und Dürr im „Isidor-Prozess“ vor Gericht verantworten. Der Staatsanwalt beantragte jeweils Haftstrafen von zwei Monaten. Schließlich wurden die beiden wegen „gemeinschaftlicher öffentlicher Beleidigung [von Weiß] durch die Presse“ zu drei Wochen Gefängnis verurteilt. Am 29. August 1929 wurde Dürr wegen weiterer Angriffe auf Weiß von der 2. Großen Strafkammer des Landgerichts Berlin wegen fortgesetzter Beleidigung zu einer Haftstrafe von zwei Monaten verurteilt. Nach der Ablehnung seines Gnadengesuches durch den Rechtsausschuss des Preußischen Landtags verbüßte er diese Strafe vom 4. Mai bis zum 4. Juli 1931 in einem Gefängnis in Charlottenburg.
Anlässlich der Preußischen Landtagswahl vom 20. Mai 1928 kandidierte Dürr erfolglos für einen Abgeordnetensitz im Preußischen Landtag. Bei der Preußischen Landtagswahl vom 24. April 1932 wurde Dürr auf die Wahlvorschlagliste seiner Partei gesetzt (Wahlkreis 2, Berlin, und Wahlkreis 3, Potsdam II), erhielt aber kein Mandat.

### Zeit der NS-Diktatur
Kurz nach der Machtergreifung der Nationalsozialisten wurde Dürr im März 1933 zum Pressechef der Stadt Berlin ernannt und blieb dies bis zum Februar 1935. Zum 1. März 1935 wechselte er dann als Persönlicher Pressereferent (Pressereferent z.V. im Ministerbüro) des seit 1933 als Propagandaminister amtierenden Goebbels in das Reichsministerium für Volksaufklärung und Propaganda. In dieser Stellung wurde er zum 1. April 1935 in den Rang eines Oberregierungsrats befördert. Im weiteren Verlauf der 1930er Jahre wurde Dürr zum Leiter der Abteilung Kulturpresse (zu der auch die kirchliche Presse gehörte) des Ministeriums ernannt und in dieser Stellung zum Ministerialrat befördert.
An seinem Arbeitsplatz wirkte Dürr seit 1935 zudem ehrenamtlich als Hauptschriftleiter (Chefredakteur) der Zeitschrift Unser Wille und Weg (Untertitel Monatsblätter der Reichspropagandaleitung der NSDAP), die als offizielle Schulungszeitschrift nur intern verbreitet wurde und die Propagandafunktionäre der Partei in ihrer Tätigkeit schulen und anleiten sollte. Als Hauptschriftleiter von Unser Wille und Weg hatte Dürr parallel zu seinem Rang im Propagandaministerium den Rang eines Hauptstellenleiters der Reichspropagandaleitung (als einer Körperschaft der NSDAP) inne.
Nach dem deutschen Überfall auf Polen im September 1939 wurde Dürr für einige Wochen Chefredakteur der Krakauer Zeitung, dem ‚Blatt des Generalgouvernements‘. Dürr forderte in diesem Zusammenhang die Leser auf, die Polen mit „unerbittlicher Härte“ zu behandeln, und erläuterte: „[In diesem Punkt] soll unsere Zeitung für alle, die einmal in Gefahr geraten sollten, weich zu werden und über den Nöten eines fremden Volkes die Lebensnotwendigkeiten der eigenen Nation zu vergessen, ein steter und eindringlicher Mahner sein. Wir werden nie aufhören, daran zu erinnern, was Polen dem deutschen Volk und Reich angetan hat [Anspielung auf angebliche Angriffe auf die deutschstämmige Bevölkerung in Polen während der vorangegangenen Jahre].“
Bei Kriegsende geriet Dürr in sowjetische Gefangenschaft. Er starb 1947 im Speziallager Sachsenhausen an Tbc. Sein Tod wurde am 26. Juni 1950 auf Anordnung der Aufsichtsbehörde beim Sonderstandesamt in West-Berlin eingetragen. Der Urkunde zufolge waren „genauer Tag und Stunde“ des Todes damals unbekannt, wurden aber mit „Anfang August 1947“ angegeben. Bei Joachim Lilla, der nach 1990 Zugang zu Unterlagen der SMAD/DDR hatte, die das Speziallager führten, sowie bei der Plattform FindaGrave findet sich das präzise Sterbedatum des 10. November 1947.

## Ehe und Familie
Dürr heiratete am 2. Januar 1931 in Burg Stargard in Mecklenburg Hannah Schneider (1906–1999), die Tochter eines Postmeisters. Aus der Ehe gingen zwei Söhne und eine Tochter hervor, darunter der Schriftsteller Rolf Dürr (1933–2021).

## Überlieferung
Im Bundesarchiv Berlin haben sich eine Personalakte des Propagandaministeriums (R 55/24102) und eine Personalakte des Innenministeriums (R 1501/214031) sowie eine Akte des Rasse- und Siedlungshauptamtes der SS (NS 2/1424) zu Dürr erhalten. Hinzu kommt eine Akte im Bestand Berlin Document Center mit Parteikorrespondenz der NSDAP über ihn (R 9361-II/183713).
Im Geheimen Staatsarchiv in Berlin-Dahlem werden drei Akten der preußischen Justizverwaltung zu Dürr aufbewahrt: Eine Akte zur Strafsache gegen Dürr wegen Beleidigung von Bernhard Weiß (Rep. 84a, Nr. 54415), eine Akte wegen der Privatklage von Helmuth Klotz gegen Dürr wegen Verleumdung (Rep. 84a, Nr. 54416) und eine Akte zu einer Untersuchungssache gegen Dürr wegen eines Aufrufs von Dürr an Schüler, der diese zum Ungehorsam gegen die Schulbehörde aufforderte (Rep. 84a, Nr. 54417).

## Bild
- Porträt in der Bildersammlung der Bayerischen Staatsbibliothek (Digitalisat)

## Schriften
- Abschnitt V (Beiträge zur Zeitgeschichte) von Joseph Goebbels: Knorke, ein neues Buch Isidor.
- Adolf Hitler, der deutscher Arbeiter und Frontsoldat (= Broschürenreihe der Reichspropagandaleitung der NSDAP Kampfschrift Heft 9), 1932.
- Geleitwort zu: Erich Berger: Berlin wird deutsch! Ein Beitrag zur Erneuerung der größten deutschen Kommunalverwaltung, 1934